# Amphoritheca acidota
Amphoritheca acidota là một loài Rêu trong họ Funariaceae. Loài này được (Taylor) A. Jaeger mô tả khoa học đầu tiên năm 1874.